# 野力奏一
野力 奏一（のりき そういち、1957年10月20日 - ）は、京都府出身のピアニスト。

## 略歴
1974年に実父が率いる"ベラミ・オールスターズ"に参加し、音楽活動を開始する。その後、ジョージ川口、本多俊之、渡辺貞夫、日野皓正のグループなどでセッションに参加しつつ、阿川泰子、山下達郎、本多俊之、ケイコ・リー、寺井尚子、尾崎豊などのアルバムに参加している。
現在も、ケイコ・リーグループ、岡田勉カルテットをはじめ多くのグループで活動している。

## ディスコグラフィ

### NORIKI
- 「NORIKI」(1983)
- 「DREAM CRUISE」(1984)
- 「JUST!」(1987)
- 「BLUE SIDE」(1988) *ベスト盤

### NORIKI with FUKUI
- 「CRESCENT」(1989)

### 野力奏一
- 「Piano Solo」(2018)
- 「Saudade」(2019)
- 「My Songs」(2024)

### 本多俊之＆野力奏一
- 「ほ・ん・の・り」(2024)

## 映画音楽
- 『愛と平成の色男』(1989/松竹) 監督: 森田芳光 *未音源化
- 『キッチン』(1989/松竹) 監督: 森田芳光 *サウンドトラックあり
- 『おいしい結婚』(1991/東宝) 監督: 森田芳光 *未音源化
- 『(ハル)』(1996/東宝) 監督: 森田芳光 *サウンドトラックあり